# Typhlomyrmex
Typhlomyrmex is een geslacht van mieren uit de onderfamilie van de Ectatomminae.

## Soorten
- T. clavicornis Emery, 1906
- T. foreli Santschi, 1925
- T. major Santschi, 1923
- T. meire Lacau, Villemant & Delabie, 2004
- T. prolatus Brown, 1965
- T. pusillus Emery, 1894
- T. rogenhoferi Mayr, 1862